# Rick Fox
Ulrich Alexander 'Rick' Fox (Toronto, 24 juli 1969) is een Canadees voormalig professioneel basketbalspeler en acteur. Hij won als speler van de Los Angeles Lakers drie keer het landskampioenschap in de NBA. In 1994 maakte hij zijn film- en acteerdebuut in het sportdrama Blue Chips.

## Biografie
Zij vader is afkomstig uit de Bahama's, terwijl zijn moeder van Italiaans-Schotse afkomst is. Fox speelde tijdens zijn basketbalcarrière als small forward. Hij werd in 1991 door de Boston Celtics uit de NBA Draft gekozen en bleef daar tot 1997 spelen. Daarop vervoegde hij zich bij de Los Angeles Lakers, waarmee hij in 2000, 2001 en 2002 landskampioen werd en voor wie hij in 2004 zijn laatste wedstrijd speelde. Hij kwam één keer uit voor het Canadese nationale team, tijdens het wereldkampioenschap basketbal 1994.
Fox trouwde in 1999 met Vanessa Williams met wie hij in 2000 dochter Sasha Gabriella Fox kreeg. Hij was op dat moment al vader van zoon Kyle, die hij kreeg met Kari Hillsman, zijn voormalige schoolvriendinnetje. Aan Fox' huwelijk met Williams kwam in 2005 een einde.
Sinds 2015 is hij de oprichter en eigenaar van het professionele e-sport-team Echo Fox. Dit team is vooral bekend van zijn League of Legends-team maar heeft vele andere teams, zoals voor Counter-Strike: Global Offensive.

## Filmografie
*Exclusief televisiefilms
- Meet the Browns (2008)
- Mini's First Time (2006)
- Holes (2003)
- Resurrection (1999)
- He Got Game (1998)
- Eddie (1996)
- Blue Chips (1994)

## Televisieseries
*Exclusief eenmalige gastrollen
- Dirt - Prince Tyreese (2007-2008, zes afleveringen)
- Ugly Betty - Dwayne (2007, twee afleveringen)
- One Tree Hill - Daunte (2006, vijf afleveringen)
- Love, Inc. - David (2005-2006, zes afleveringen)
- 1-800-Missing - Eric Renard (2003, vier afleveringen)
- Oz - Jackson Vahue (1997-2003, elf afleveringen)
- Greenleaf - Darius Nash (2016-2020, drie afleveringen)

2 Fisher · 
3 George · 
4 Harper · 
5 Horry · 
8 Bryant · 
16 Salley · 
17 Fox · 
20 Shaw · 
34 O'Neal · 
40 Knight · 
41 Rice · 
45 Green · 
Coach Jackson
2 Fisher · 
3 George · 
4 Harper · 
5 Horry · 
8 Bryant · 
10 Lue · 
17 Fox · 
20 Shaw · 
34 O'Neal · 
35 Madsen · 
40 Foster · 
54 Grant · 
Coach Jackson
2 Fisher · 
3 George · 
5 Horry · 
6 McCoy · 
8 Bryant · 
10 Hunter · 
14 Medvedenko · 
17 Fox · 
20 Shaw · 
23 Richmond · 
34 O'Neal · 
35 Madsen · 
52 Walker · 
Coach Jackson
- Bibliothèque nationale de France: cb141784998 (data)
- International Standard Name Identifier: 0000 0001 1468 3314
- Library of Congress Control Number: no2008094778
- Virtual International Authority File: 17038650
- WorldCat: E39PBJy4h8Kqxq86DTFJxkmKh3